# Разрушение армянского наследия в Нахичевани

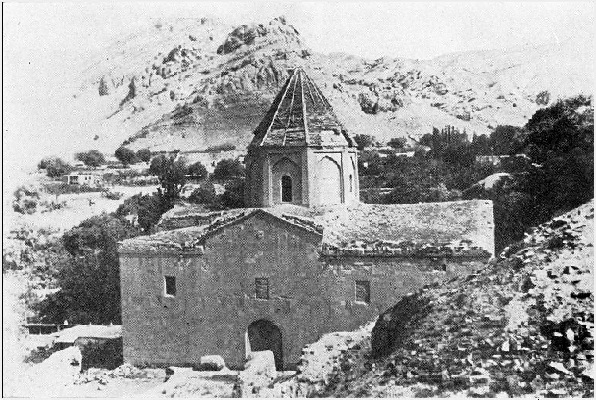
Церковь Святого Кристофора, уничтожена к 3 февраля 2000 года по данным CHW

Разрушение армянского наследия в Нахичевани — процесс тотального уничтожения следов армянского присутствия в Нахичеванской Автономной Республике (исторический регион Нахджаван), осуществлённый в 1997—2011 годах властями Азербайджана, который, по мнению организации Caucasus Heritage Watch, имеет мало аналогов в мире. Были полностью стёрты 108 исторических объектов, включая средневековые церкви, монастыри и кладбища.

## Описание
Исследовательская группа Caucasus Heritage Watch (CHW; «Мониторинг кавказского наследия») состоит из научных сотрудников разных университетов и занимается исследованием археологии и политической географии в регионе Южного Кавказа.

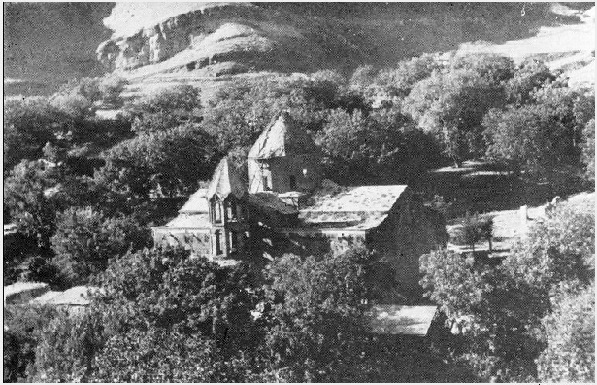
Монастырь Пресвятой Богородицы, по данным CHW, на спутниковом снимке от 28 июня 2009 года был уже полностью разрушен

На своём сайте она опубликовала исследование «Молчаливое стирание», где проанализировав спутниковые снимки за разные годы Нахичевани, показала, опубликовав кадры «до и после», как 108 армянских памятников культуры, в том числе средневековые церкви, монастыри и кладбища, были не просто уничтожены властями Азербайджана в период 1997—2011 годов, а стёрты с лица земли таким образом, чтобы не осталась даже частица по которой можно будет идентифицировать уничтоженный объект.
Ситуацию CHW назвала «шокирующей» и имеющей мало аналогов в мире. При этом «секретность представляется ключевым аспектом политики» уничтожения. К 2011 году «все физические следы присутствия армян в Нахичевани практически исчезли, за редкими исключениями, которые, по-видимому, были результатом недосмотра», — отмечает CHW.
На сайте организации CHW для армянских 68 церквей и монастырей и 40 кладбищ Нахичевани (по данным на июль 2023 года) имеются отдельные страницы, в которых по каждому из объектов представлены спутниковые снимки до и после разрушения.  
CHW отмечает:
поразительны многочисленные случаи, когда бульдозеры направлялись в уже заброшенные и разрушенные сёла, чтобы хирургическим путем снести только объекты армянского культурного наследия, что свидетельствует о ревностном подходе к реализации этой политики
Уничтожение культурных объектов в Нахичевани, отличается от других таких явлений в мире своей организованностью и целенаправленностью. 98% армянского культурного наследия в Нахичевани, по заключению CHW, было уничтожено.

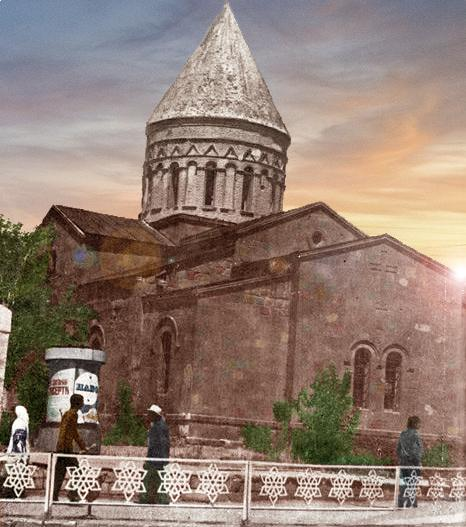
Церковь Святого Геворга, по данным CHW, была разрушена к 12 марта 2005 года и на ее месте было построено новое большое строение

Процесс разрушения армянского культурного наследия в Азербайджане не прерывается вплоть до настоящего времени. Как заявил азербайджанский министр культуры Анар Керимов 3 февраля 2022 года, будет создана рабочая группа, в обязанности которой входит удаление армянских «фиктивных» следов на «албанских» религиозных храмах.

Церковь Святого Степаноса, был полностью разрушен к 3 февраля 2000 года, что видно на спутниковом снимке IKONOS

По мнению научного сотрудника Институт искусств НАН РА, историка Аргама Айвазяна, в Нахичевани всего было уничтожено 26 тыс. армянских объектов культурного наследия.

## Реакция
Исследование CHW и в целом уничтожение армянского культурного наследия в Нахичевани получило огласку в разных СМИ, научных кругах, среди лидеров христианских церквей и прочее.
Архиепископ Афинский и всей Эллады Христодул и Священный Синод Элладской Православной Церкви обратились с заявлением о недопустимости уничтожения армянских памятников в Нахичевани:
Разрушение священных мест и памятников составляет одну из самых черных страниц человеческой истории

## Список разрушенных объектов
Ниже приведён неполный список разрушенных объектов, который в полной мере представлен в опубликованном исследовании CHW.

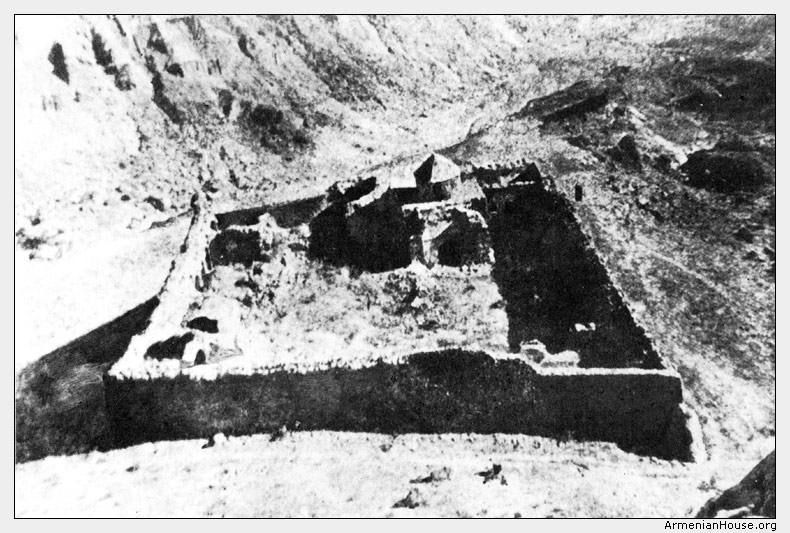
Монастырь Христа Всеспасителя, был полностью разрушен к 23 сентябрю 2003 года, что было запечатлено на спутниковом снимке QuickBird

### Церкви
- Церковь Пресвятой Богородицы (Агбулаг)
- Церковь Святого Иоанна (Азнаберд)[англ.]
- Церковь Святого Акопа Айрапета (Верхний Агулис)
- Церковь Пресвятой Богородицы (Алиабад)
- Церковь Святого Иоанна (Бердак)[англ.]
- Церковь Святого Григора (Гах)
- Церковь Святого Геворга (Нахиджеван)
- Церковь Святого Геворга (Джуга)[англ.]
- Церковь Святого Григория (Гёмюр)
- Церковь Святого Григория (Азнаберд)
- Церковь Святого Геворга (Дисар)[англ.]
- Церковь Святого Знамения (Агулис)[англ.]
- Церковь Святого Иоанна Крестителя (Верхний Агулис)
- Церковь Святого Кристофора (Агулис)
- Церковь Святого Шмавона (Парака)[англ.]
- Церковь Пастыря (Джуга)[англ.]
- Церковь Пресвятой Богородицы (Рамис)[англ.]
- Церковь Святого Степаноса (Агулис)
- Церковь Святого Степаноса (Нижний Агулис)
- Церковь Святого Иоанна (Тамбат)[англ.]
- Церковь Пресвятой Богородицы (Танакерт)[англ.]
- Церковь Святого Иоанна (Чахук)[англ.]
- Церковь Святого Шмавона[англ.]
- Церковь Святого Акопа (Шорот)
- Церковь Шрджу[англ.]
- Церковь Святого Степаноса (Кахакик)[англ.]
- Церковь Святого Стефана (Ордубад)[англ.]
- Церковь Святого Стефана (Огох)[англ.]
- Церковь Святого Саргиса (Цгна)[англ.]
- Церковь Святого Григория (Кюлюс)[англ.]
- Церковь Пресвятой Богородицы (Дер)[англ.]
- Церковь Святой Троицы (Норс)[англ.]
- Церковь Святого Геворга (Нор Порадашт)[англ.]
- Церковь Хин Порадашт[англ.]
- Церковь Жам[англ.]
- Церковь Неркин Анкузик[англ.]
- Церковь Святой Рипсиме (Култепе)[англ.]
- Церковь Мичин Анкузик[англ.]

### Монастыри
- Монастырь Святого Акопа (Парака)

Монастырь Святого Карапета, был полностью разрушен к 7 октябрю 2001 года, что было запечатлено на спутниковом снимке IKONOS

- Монастырь Пресвятой Богородицы
- Монастырь Пресвятой Богородицы (Верхний Агулис)
- Монастырь Пресвятой Богородицы (Бист)[англ.]
- Монастырь Пресвятой Богородицы (Шорот)[англ.]
- Монастырь Святого Григория Просветителя (Шорот)[англ.]
- Монастырь Святого Христа Всеспасителя (Джуга)
- Монастырь Святого Геворга (Ернджак)[англ.]
- Монастырь Святого Знамения (Бист)[англ.]
- Монастырь Святого Карапета (Абракунис)
- Монастырь Пресвятой Богородицы (Крна)[англ.]
- Монастырь Святого Степаноса (Кармир-ванк)
- Монастырь Святого Креста (Кулус)[англ.]

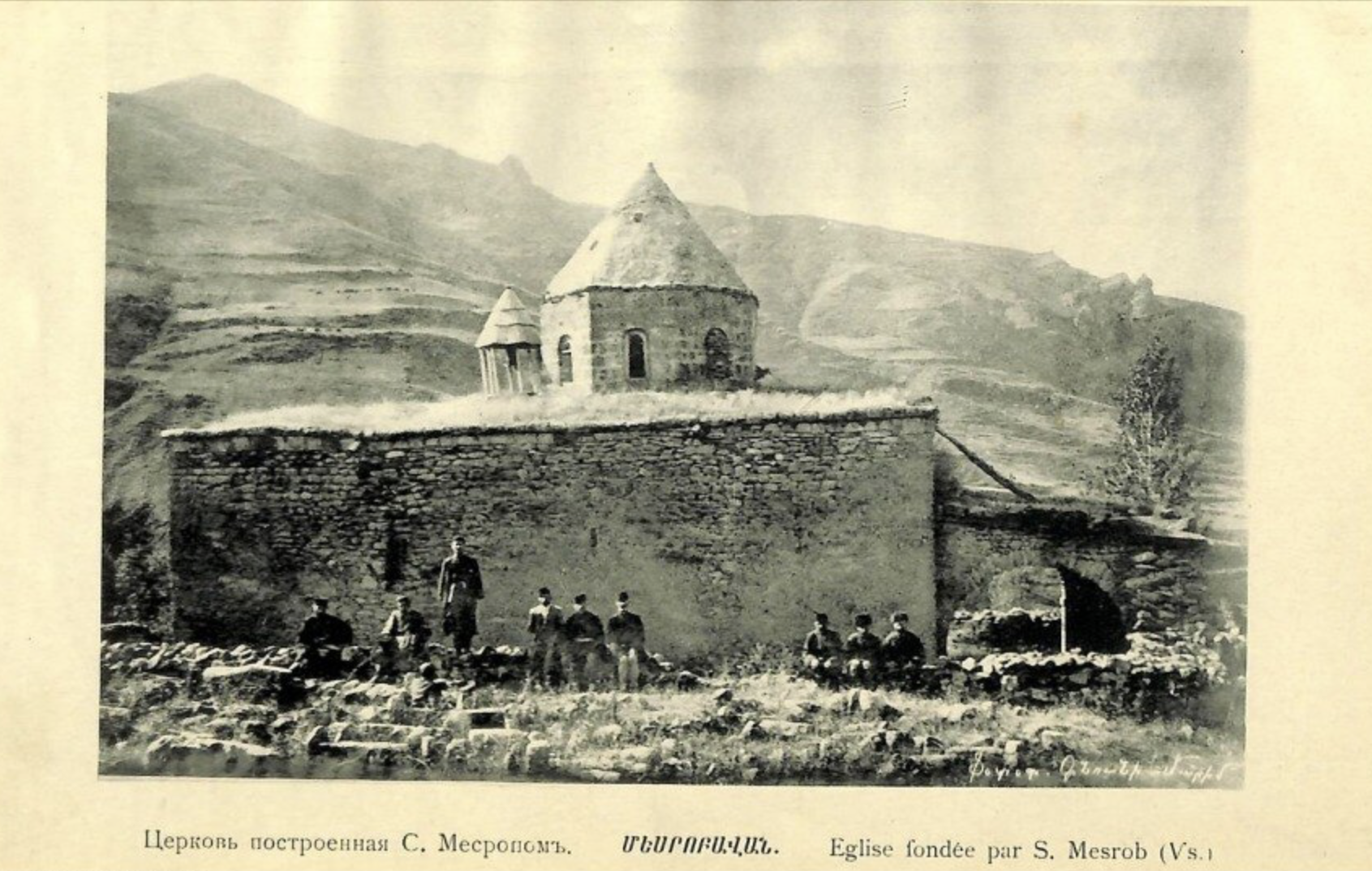
Монастырь Святого Григория Просветителя (Святого Месроп Маштоца) в начале XX века, Насирваз (Месропаван)

- Монастырь Святого Месропа Маштоца (Насирваз)
- Монастырь Пресвятой Богородицы (Норашен)[англ.]
- Монастырь Святого Креста (Унус)[англ.]
- Монастырь Святого Стефана (Шорот)[англ.]
- Монастырь Святого Фомы Агулиса
- Монастырь Святого Фомы (Азнаберд)[англ.]
- Хазарабьюрац[англ.]
- Монастырь Всеспасителя (Шахкерт)[англ.]
- Монастырь Святого Степаноса (Цгна)[англ.]
- Монастырь Таргманчац (Норакерт)
- Монастырь Святого Креста (Шамен)[англ.]
- Монастырь Пресвятой Богородицы (Оцоп)[англ.]

### Кладбища
- Джульфа